# Карасик, Михаил Семёнович
Михаил Семёнович Карасик (27 марта 1953, Ленинград — 11 декабря 2017, Санкт-Петербург) — российский художник, писатель и график.

## Биография
Родился в 1953 году в Ленинграде. Окончил художественно-графический факультет Ленинградского Государственного педагогического института имени А. И. Герцена, являлся членом Союза художников России. Был инициатором, идеологом и популяризатором жанра «книга художника» в России. Издавал книги и каталоги по «книге художника» и русской авангардной культуре начала XX века, организовывал многочисленные выставки, писал статьи по «книге художника» и современному искусству. Был автором более 80 «книг художника» — создал свою первую книгу в конце 1980-х и работал с техникой литографии.
Скончался 11 декабря 2017 года в Санкт-Петербурге.

## Основные персональные выставки
- 1990 — Литературно-мемориальный музей Ф. М. Достоевского, Ленинград;
- 1992 — Выставочный центр «У книгоиздателя И. Д. Сытина», Union Gallery, Москва;
- 1993 — Музей Гуттенберга, Майнц;
- 1993 — Центральный дом художника, Москва;
- 1994 — Кабинет эстампов. Музей изобразительных искусств, Женева;
- 1995 — Музей Анны Ахматовой в Фонтанном доме, Санкт-Петербург;
- 1995 — Ярославский художественный музей, Ярославль;
- 1997 — Государственный Эрмитаж. Научная библиотека, Санкт-Петербург;
- 1998 — Саксонская государственная библиотека, Дрезден;
- 1998 — Музей искусств, Чикаго;
- 2001 — Государственный музей изобразительных искусств им. А. С. Пушкина, Москва;
- 2003 — Государственный Русский музей, Санкт-Петербург;
- 2004 — Екатеринбургский музей изобразительных искусств, Екатеринбург;
- 2007 — Галерея Anna Nova, Санкт-Петербург.

## Музейные коллекции
Работы автора хранятся в:
- Государственном Русском музее;
- Государственном Эрмитаже (Санкт-Петербург);
- Государственном музее изобразительных искусств им. А. С. Пушкина;
- Государственной Третьяковской галерее (Москва);
- Российская национальная библиотека. Отдел эстампов и фотографий РНБ (Санкт-Петербург);
- Британской Библиотеке;
- Музее Виктории и Альберта (Лондон);
- Центре Жоржа Помпиду;
- Национальном музее современного искусства (Париж);
- Музее изобразительных искусств (Женева);
- Музее Гуттенберга (Майнц);
- Музее прикладного искусства (Гамбург);
- Государственной библиотеке (Берлин);
- Публичной библиотеке и Музее современного искусства (Нью-Йорк) и др.